# Svobodno mesto Riga
Svobodno mesto Riga (nemško Riga Freie stadt, latvijsko Rīgas brīvpilsēta) je izraz, ki se v zgodovinopisju uporablja za obdobje zgodovine Rige od leta 1561 do 1582, ko je bila Riga med livonsko vojno brez svojega fevdalnega gospoda in so se odposlanci riškega mestnega sveta na Dunaju pogajali s svetim rimskim cesarjem Maksimilijanom II. o podelitvi statusa svobodnega cesarskega mesta (Reichsstadt), neposredno podrejenega cesarju.

## Zgodovina
Januarja 1559 so ruske čete pod poveljstvom vojvode Serebrjanija vdrle v ozemlje Riške nadškofije. Čete Livonske konfederacije pod vodstvom dekana riške stolnice Friedricha Felkerzama so se odpravile proti napadalcem, a so 17. januarja v bitki pri Tirsenu doživele popoln poraz. V bitki je padla večina vojakov, vključno s 400 vitezi in samim Felkerzamom. Rusi so zavzeli 11 mest in se približali Rigi, kjer so ob ustju Zahodne Dvine požgali riške ladje. Februarja so se ruske čete vrnile v Rusijo s plenom in ujetniki. 
Obdobje svobodnega mesta se je začelo po sklenitvi Vilenske unije, ko so se prejšnji riški fevdalni gospodje - Livonski red (1561) in riški nadškof (1566) - podredili Veliki litovski kneževini in je bila ustanovljena Livonska vojvodina. Litva je Rusom ponudila delitev Livonije - vrnitev nekdanjega dela škofije Tērbat, vendar se je ruski car Ivan IV. odločil nadaljevati vojno. Konec leta 1566 je bila z Grodnenskim sporazumom ustanovljena realna unija Livonije in Litve.
Mesto Riga se ni strinjalo z vstopom v Grodnensko unijo in je iskalo priložnosti za okrepitev svoje neodvisnosti. Svobodno mesto Rigo je poskušal podjarmiti tudi livonski hetman Jānis Hodkevičs, vendar je v bitki 7. julija 1567 utrpel velike izgube. V bitki je padlo približno 30 Litovcev na riški strani pa le 15 ali 16 latvijskih ("nenemških") vojakov.
Po dolgih pogajanjih s poljskim kraljem Štefanom Báthoryjem je bil 14. januarja 1581 v Drohiczynu podpisan Drogičinski sporazum med Rigo in Poljsko-litovsko državo, ki je ohranil nekatere privilegije riških meščanov, kasneje imenovane Zbirka Štefanovih privilegijev (latinsko Corpus Privilegiorum Stephanorum). Kralj Štefan Báthory je 12. marca 1582 prispel na Riški grad, ki se je takrat nahajal zunaj mestnih meja, da bi prisegel zvestobo Rigi. Mestna prisega je bila dana 7. aprila. 
V zgodnjih osemdesetih letih 16. stoletja se je v mestu dokončno uveljavilo luteranstvo, zato je podreditev mesta katoliški Poljski leta 1582 povzročila dolge koledarske nemire v letih 1583–1589, ko je riški mestni svet po ukazu poljskega kralja poskušal namesto julijanskega koledarja uvesti nov gregorijanski koledar, ki ga je predlagal papež Gregor XIII.

## Ozemlje in upravljanje
Svobodno mesto Riga je upravljala nemško govoreča mestna hiša v Rigi, ki je s spretnimi manevri med interesi rivalskih držav dosegla, da je mesto ostalo nemška enklava v poljsko-litovski državi. Mesto je uspelo obdržati pod svojo oblastjo Riško patrimonialno okrožje s skupno površino približno 750 km2, kar je bilo nekoliko manj od predvojnega ozemlja s površino približno 1000 km2. Svobodno mesto je kovalo svoj denar.

## Vera
V dvajsetih letih 16. stoletja je bila Biblija delno prevedena v latvijščino. Leta 1539 je Riga postala del protestantskih mest. Številne katoliške cerkve so bile že v času Riške nadškofije predane luteranom. Riga, v kateri je živelo veliko ljudi iz tistih regij Nemčije, kjer so se protestantske ideje še posebej razvile, je postala eno prvih mest v Evropi, kjer je protestantizem postal najbolj priljubljena vera med meščani. V času obstoja svobodnega mesta je protestantizem vse bolj nadomeščal katolicizem. 
V 16. stoletju so se v Latviji pojevile tudi kalvinistične skupnosti. 

## Denar svobodnega mesta Riga
V obdobju svobodnega mesta  je Riga kovala svoj denar s podobo mestnega grba in napisom "CIVITATIS RIGENSIS", ki je potrjeval njeno pripadnost. Riški srebrni tolar je vseboval 4,5 riških srebrnih mark oziroma 18 srebrnih verdinov. En apoen je vseboval 9 nižjekakovostnih srebrnih šilingov (Schilling) oziroma 27 fenigov (Pfennig).
- Riški fenig z grbom, kovan leta 1571 (srebro 94, masa 0,26 g, premer 12,0 mm)
- Riški šiling, kovan leta 1571 (srebro, masa 0,90-1,00 g, premer 18,0-18,3 mm)
- Riški srebrni verdin, kovan v letih 1564-1569 in 1579 (srebro 437,5, masa 2,70-2,85 g, premer 22,0-23,2 mm)
- Riška polmarka z velikim mestnim grbom, kovana v letih 1565, 1566, 1568, 1572 in 1573 (srebro 437,5, masa 5,48–5,70 g, premer 24,0 mm)
- Riški srebrni tolar, kovan leta 1565, 1572, 1573, 1574 in 1576 (masa 27,25 g, premer 40,0 mm)
- Riški trojni dukat, kovan leta 1572 (srebro 986, masa 10,66 g, premer 30,0 mm 1572)

## Opomba
1. ↑  Pravno je Riga prišla pod poljsko-litovsko oblast po sklenitvi Jam Zapoljskega sporazuma 15. januarja 1582.